# 愛国者党
愛国者党（あいこくしゃとう、英語: Patriot Party of the United States）は、第45代アメリカ合衆国大統領のドナルド・トランプが創設すると噂され、アメリカ合衆国の第三党になる可能性が期待されていた新党である。
新党結成は、2021年1月6日に発生した連邦議会議事堂襲撃事件を「扇動した」責任を共和党議員から批判されたことがきっかけとされている。2021年1月中旬にはトランプの大統領任期終了前に検索数やオンライン上での愛国者党関連の言及が急増し、検索件数も増加した。特に、Twitter上にある愛国者党のアカウントは、2021年1月20日時点まででフォロワーが約9万5000人に達している他、フェイスブックの愛国者党のアカウントには約1万6000件の「いいね!」がつけられた。尚、愛国者党のロゴのデザイン案は極右派のリン・ウッドやジェームズ・ウッズなどによって提出されている。
2021年1月25日には、「トランプ陣営」と「愛国者党」には何の関係もないことが顧問によって明かされている。ニューズウィークが2021年2月に発表した調査では、共和党支持者の3割が「愛国者党に入りたい」と答えたという。